# Tiririca
Tiririca pseudonimo di Francisco Everardo Oliveira Silva (Itapipoca, 1º maggio 1965) è un umorista, cantante e politico brasiliano, facente parte del Partido da República.
Tiririca è stato eletto, nel 2010, deputato federale nello Stato di San Paolo, ed è stato il secondo deputato più votato nella storia di questo Stato.

## Biografia
Nato ad Itapipoca il 1º maggio 1965, cominciò a lavorare come artista da circo già dall'età di otto anni. Come clown, cominciò proprio da quest'epoca ad avere il soprannome di Tiririca, datogli per la prima volta dalla madre.
Da ragazzo, cominciò ad esibirsi nei saloni e nelle varie feste di paese del Nordest brasiliano. In questa epoca, la sua fama crebbe a dismisura e Tiririca batté i record di audience televisiva. È di questa epoca il suo primo CD che conteneva la canzone Veja os cabelos dela, la quale è diventata famosa per aver causato una controversia dovuta ad un'interpretazione razzista del testo. Per questo il CD fu ritirato dai negozi, e Tiririca denunciato, ma successivamente assolto.
Nel 1997 incide Tiririca, il suo secondo CD, e nel 1999 Dança da Rapadura,  il terzo.

## Televisione

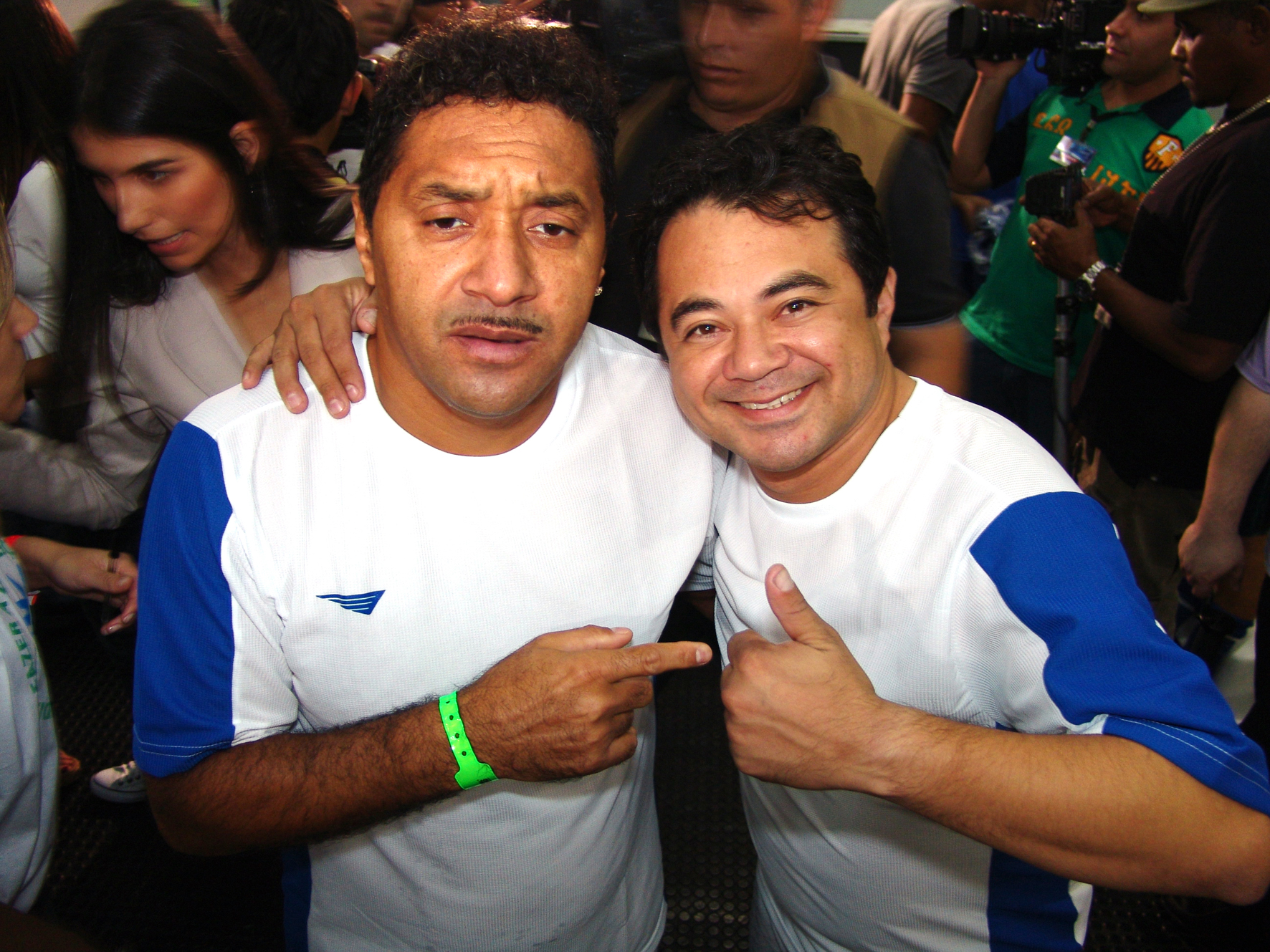
Tiririca (a sinistra) con il collega umorista Shaolin.

Nella stessa epoca è entrato nella televisione Rede Record a far parte dell'équipe umoristica Escolinha do barulho, lasciando temporaneamente l'attività musicale.
Successivamente è passato alla Rete SBT con il programma A Praça é Nossa.
Tornato alla Rede Record, ha pubblicato il CD Alegria do Forró.

## Politica
Nel 2010 si candida come deputato federale per il Partido da República con gli slogan: O que é que faz um deputado federal? Na realidade, eu não sei. Mas vote em mim que eu te conto (Cosa fa un deputato federale? Veramente non lo so, ma votami e te lo spiego) e Vote Tiririca, pior de que tá, não fica! (Vota Tiririca, peggio di così, non può essere!) .
Molti, fra i quali la Revista Época, lo tacciarono di analfabetismo, e quindi di ineleggibilità. Al contrario, il 3 ottobre 2010, Tiririca è eletto deputato con 1.348.295 voti (6,35%). La difesa legale di Tiririca avrebbe addotto che il suo presunto analfabetismo è una sorta di dislessia, che gli impedirebbe l'uso della scrittura. La Revista Época fece, invece, pubblicare un video che lo ritrae mentre firma degli autografi. Al di là di tutte queste polemiche, Tiririca è stato il primo artista di strada eletto al Congresso federale.
Alla fine del suo secondo mandato è intervenuto pronunciando il suo primo e ultimo discorso: «Mi vergogno di avere compagni come voi, non mi presenterò più alle elezioni perché sono una persona seria, sono un clown e non voglio essere un parlamentare».